# Соборне (селище)
Собо́рне (у минулому — Село № 7, до 2024 року — Березине́) — селище в Україні, у Тарутинській селищній громаді Болградського району Одеської області. Розташовано на річці Когильнику (Кундуку), на автошляху Одеса — Комрат.

## Історичні відомості
Засноване у 1816 році німецькими колоністами.
За даними 1859 року у німецькій колонії Березине (Ротунда) Аккерманського повіту Бессарабської області мешкало 1618 осіб (735 чоловічої статі та 721 — жіночої), налічувалось 171 дворове господарство, існували лютеранський молитовний будинок та сільське училище.
Станом на 1886 рік у колонії Клястицької волості мешкало 2334 особи, налічувалось 258 дворових господарств, існували лютеранська церква, школа та лавка.
За переписом 1897 року кількість мешканців зросла до 2054 осіб (1031 чоловічої статі та 1023 — жіночої), з яких 1983 — протестантської віри.
У 1917 році на Бессарабській залізниці, до складу якої входила станція Березине, було створено залізничний комітет, який очолив боротьбу залізничників за впровадження 8-годинного робочого дня. У вересні залізничники Березине взяли участь у масовому страйку, який було жорстоко придушено Тимчасовим урядом.
Під час Другої світової війни у 1941—1944 роках селище перебувало під румунською окупацією.
Статус селища міського типу затверджене рішенням виконавчого комітету Одеської обласної ради депутатів трудящих від 15 серпня 1957 року.
У липні 1995 року Кабінет Міністрів України ухвалив рішення про приватизацію Березинського радгоспу.
Назва селища походила на честь перемоги російських військ у битві на Березині.

## Сучасність
Селище активно розвивається, будуються вулиці з твердим покриттям, проходить модернізація водопостачальної мережі, газифікуються вулиці, проведено благоустрій центрального парку. Діють пільги для підприємців-початківців, що є стимулом для розвитку економіки селища.
У Березине функціонує сучасна амбулаторія, православна церква, середня школа, бібліотека, дитячий садок на 45 місць (будується ще один — на 80 місць), клуби. На території селища розташовані елеватори, хлібопекарня, цех з виробництва тротуарної плитки, три великих фермерських господарства, нафтобаза, залізнична станція.
Від Соборного до адміністративного центру громади є можливість дістатися автошляхом територіального значення Т 1644, який наразі майже відбудовано за державною програмою «Велике будівництво». Селище раніше мало залізничне сполучення з Одесою та Києвом.
12 червня 2020 року, відповідно до Розпорядження Кабінету Міністрів України від № 724-р «Про визначення адміністративних центрів та затвердження територій територіальних громад Одеської області», увійшло до складу Тарутинської селищної територіальної громади.
19 липня 2020 року, в результаті адміністративно-територіальної реформи і ліквідації Тарутинського району, селище увійшло до складу новоутвореного Болградського району.
26 січня 2024 року в Україні набув чинності Закон № 3285-IX, який передбачає дерадянізацію адміністративно-територіального устрою України, селище міського типу Березине набуло статусу селища.
10 квітня 2024 року Комітет Верховної Ради України з питань організації державної влади, місцевого самоврядування, регіонального розвитку та містобудування попередньо підтримав повернення історичної назви Ротунда.
19 вересня 2024 року Верховна Рада підтримала перейменування селища Березине на Соборне. 26 вересня 2024 року перейменування набуло чинності.

## Населення

### Чисельність
| 1959    | 1970    | 1979    | 1989    | 2001    |
| ------- | ------- | ------- | ------- | ------- |
| 4 414   | ▲ 4 926 | ▼ 4 764 | ▼ 4 414 | ▼ 3 799 |
| 2003    | 2004    | 2005    | 2006    | 2007    |
| ▼ 3 779 | ▼ 3 734 | ▼ 3 680 | ▼ 3 569 | ▼ 3 537 |
| 2008    | 2009    | 2010    | 2011    | 2012    |
| ▬ 3 523 | ▼ 3 508 | ▬ 3 505 | ▼ 3 483 | ▲ 3 502 |
| 2013    | 2014    | 2015    | 2016    | 2017    |
| ▲ 3 516 | ▬ 3 510 | ▬ 3 508 | ▼ 3 494 | ▼ 3 479 |
| 2018    | 2019    | 2020    | 2021    | 2022    |
| ▼ 3 450 | ▼ 3 410 | ▬ 3 402 | ▼ 3 374 | ▼ 3 343 |

### Мова
Розподіл населення за рідною мовою за даними перепису 2001 року:
| Мова            | Кількість | Відсоток |
| --------------- | --------- | -------- |
| російська       | 1727      | 45.09%   |
| українська      | 805       | 21.02%   |
| болгарська      | 491       | 12.82%   |
| румунська       | 424       | 11.07%   |
| гагаузька       | 284       | 7.42%    |
| циганська       | 38        | 0.99%    |
| вірменська      | 20        | 0.52%    |
| білоруська      | 13        | 0.34%    |
| німецька        | 5         | 0.13%    |
| польська        | 5         | 0.13%    |
| інші/не вказали | 18        | 0.47%    |
| Усього          | 3830      | 100%     |

## Відомі уродженці
- Кондулов Володимир Васильович (24.06.1992 — 25.03.2023) — український військовослужбовець, учасник російсько-української війни,«Почесний громадянин Тарутинської селищної територіальної громади»[27][28].
- Петров Іван — український військовослужбовець, учасник російсько-української війни[29].
- Полякова Людмила Іванівна (1948—2012) — вчена-філолог, літературознавець, кандидат філологічних наук.
- Халіков Георгій Журович (1970—2021) — майстер-сержант Збройних сил України, учасник російсько-української війни.
- Халіков Опанас Георгійович (1996—2022) — головний сержант Збройних Сил України, учасник російсько-української війни, що загинув у ході російського вторгнення в Україну (з 2022 року).